# Mars 1851

## Événements
- 3 mars : échec militaire des Amazones du Dahomey, dirigées par Seh-Dong-Hong-Beh, face aux Egba d’Abeokuta (3000 morts).

- 16 mars : le Concordat de 1851 fait du catholicisme la religion d'État en Espagne et accorde à l'Église le contrôle de l'enseignement et de la presse.

- 21 mars : l’empereur Nguyễn du Vietnam Tu Duc ordonne la mise à mort des prêtres chrétiens.

## Naissances
- 4 mars : Taxile Doat, céramiste et peintre français († 1938).
- 9 mars : Eugène de Barberiis, peintre français († 29 novembre 1937).
- 12 mars : Charles Chamberland (mort en 1908), biologiste et physicien français.
- 15 mars :
  - Georg Helm (mort en 1923), mathématicien et physicien allemand.
  - William Mitchell Ramsay (mort en 1939), archéologue écossais.
- 27 mars : Vincent d'Indy, né à Paris et mort à Paris le 2 décembre 1931, est un compositeur français et un enseignant prolifique.

## Décès
- 9 mars : Hans Christian Ørsted (né en 1777), physicien et chimiste danois.